# El hombre que escucha a los caballos
El hombre que escucha a los caballos es un libro de Monty Roberts. Fue publicado por Random House, en 1997.

## Reseña
«El hombre que escucha a los caballos» es un libro autobiográfico en el que Monty Roberts, es experto en equitación, hípica y gran maestro de la doma natural. Relata cómo trabaja con caballos y cómo entrenar purasangres, junto a su esposa Pat Burden. También su método llamado Unión es una técnica sin violencia que se usa para amansar, domar y entrenar caballos, que presenta en el libro. La cubierta del libro es una foto de Monty Roberts junto a uno de sus caballos, en el interior del libro hay variadas fotografías relacionadas con el autor. 
Fue publicado por Ediciones Tutor el 20 de junio de 2002, traducido por Ana Goas Díaz.
El libro se encuentra en varios idiomas y en español tiene varias ediciones, es un superventas, con más de 4 600 000 ejemplares vendidos.